# Meliola indica
Meliola indica är en svampart som beskrevs av Syd. & P. Syd. 1911. Meliola indica ingår i släktet Meliola och familjen Meliolaceae.   Inga underarter finns listade i Catalogue of Life.